# Kobayakawa Takakage
Kobayakawa Takakage (小早川隆景?   1533-1597) fue un samurái vasallo de Toyotomi Hideyoshi durante el período Sengoku de la historia de Japón. 
Fue hijo de Mōri Motonari y adoptado posteriormente por el líder del clan Kobayakawa, por lo que Takakage tomó su nombre y heredó el liderazgo de su padre adoptivo en 1545.
Como líder del clan aumentó su feudo en la región Chūgoku region (parte este de Honshū) y peleó por el clan Mōri en todas sus campañas. Aunque inicialmente se opuso tanto a Oda Nobunaga y a Hideyoshi Toyotomi, finalmente le juró lealtad a este último y entró a su servicio, por lo que fue recompensado con dominios en la provincia de Iyo en Shikoku y en la provincia de Chikuzen en Kyūshū, contabilizando 350.000 koku.
Takakage tomó parte en las invasiones japonesas a Corea organizadas por Hideyoshi.
Murió en 1597.